# 詹姆斯·基
詹姆斯·基（英語：James Key），1972年1月14日—）是一名英国的赛车工程师，他曾担任一级方程式迈凯伦车队的技术总监。此前他还在红牛二队和索伯车队担任要职。

## 职业生涯
詹姆斯·基毕业于诺丁汉大学机械工程专业，路特斯工程赞助了他的本科学业。
1998年，詹姆斯·基加入了一级方程式的乔丹车队，担任数据工程师。几年后他开始担任佐藤琢磨的赛事工程师。在风洞部门工作一年后，他被调往车辆动力学部门，在乔丹车队出赛的最后几年里，他最终成为了车辆动力学部门的负责人。
在车队收购变更为米德兰车队后，在2005年赛季，他从联合首席技术官升任为技术总监。他以33岁的年龄成为一级方程式历史上最年轻的技术总监之一，（在2004年，威廉姆斯车队任命了同为33岁的萨姆·迈克尔为车队技术总监）此后他一直担任车队的技术总监，见证了车队变更为世爵车队及之后的印度力量车队。
2010年4月，詹姆斯·基离开印度力量车队，加入索伯车队，接替威利·兰普夫担任技术总监。他在这支瑞士车队任职接近2年后，于2012年2月离开，接受了一份驻于英国的车队的合同。
2012年9月，詹姆斯·基出任红牛二队的技术总监，接替乔治奥·阿斯卡内利（Giorgio Ascanelli）。在红牛二队度过将近6年后，2018年7月，迈凯伦车队宣布詹姆斯·基将在未来加入车队，接任被解聘的提姆·古斯，担任新任技术总监。
2019年2月，迈凯伦确认詹姆斯·基将于3月25日正式加入车队。
2023年3月，因为赛车迈凯伦MCL60竞争力不足，迈凯伦车队宣布对车队架构进行改组，作为技术总监的詹姆斯·基被开除，并且车队不再设置技术总监一职。
2023年6月，阿尔法·罗密欧车队宣布将招募詹姆斯·基担任车队技术总监，他将于2023年9月1日上任，接替车队现任技术总监扬·蒙绍。詹姆斯曾在索伯车队时期担任过该车队的技术总监。然而次年索伯推出的C44成为2024年赛季中各车队里最慢的赛车，也使得车队在赛季绝大部分时间里处于0分的状态。直到拉斯维加斯大奖赛上开始使用为2025年赛季设计的套件才恢复一定的竞争力。